# Anaheim Street
Anaheim Street – naziemna stacja niebieskiej linii szybkiego tramwaju w systemie metra w Los Angeles znajdująca się na platformie na Long Beach Boulevard, w pobliżu skrzyżowania z Anaheim Street w mieście Long Beach. Po uruchomieniu niebieskiej linii służyła przez kilka miesięcy jako południowy kraniec tej linii, do momentu przyłączenia pętli ulicznej, która przebiega przez centrum Long Beach.

## Godziny kursowania
Tramwaje kursują codziennie od około godziny 5:00 do 0:45

## Połączenia autobusowe
- Metro Local: 60 (kursuje tylko późną nocą i wczesnym rankiem), 232
- Long Beach Transit: 1, 5, 45, 46, 51, 52